# Musa sikkimensis
Musa sikkimensis là một loài thực vật có hoa trong họ Musaceae. Loài này được Kurz miêu tả khoa học đầu tiên năm 1878.

## Hình ảnh

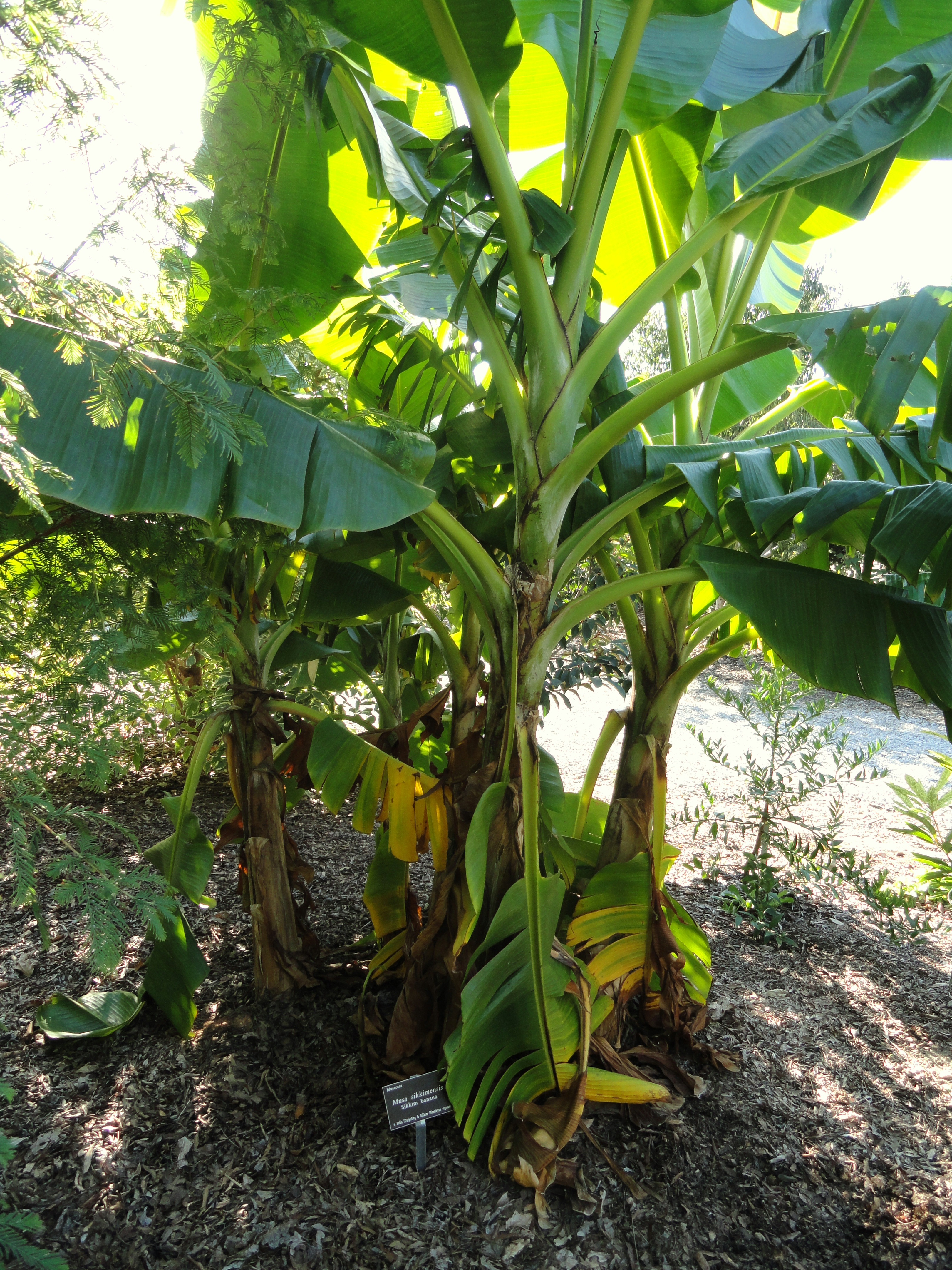